# Bruce Glover
Bruce Herbert Glover, född 2 maj 1932 i Chicago, Illinois, död 12 mars 2025, var en amerikansk skådespelare. Glover är känd från bland annat James Bond-filmen Diamantfeber från 1971 där han spelar yrkesmördaren Mr. Albert Wint. Han har även en biroll i Chinatown från 1974 där han spelar detektivkollega till Jack Nicholsons huvudroll Jake Gittes.
Bruce Glover var far till skådespelaren Crispin Glover.
Glover föddes i Chicago, Illinois, som son till Eva Elvira (född Hedstrom) och Herbert Homan Glover. Han var av engelskt, tjeckiskt och svenskt påbrå.